# امتصاصية مولية

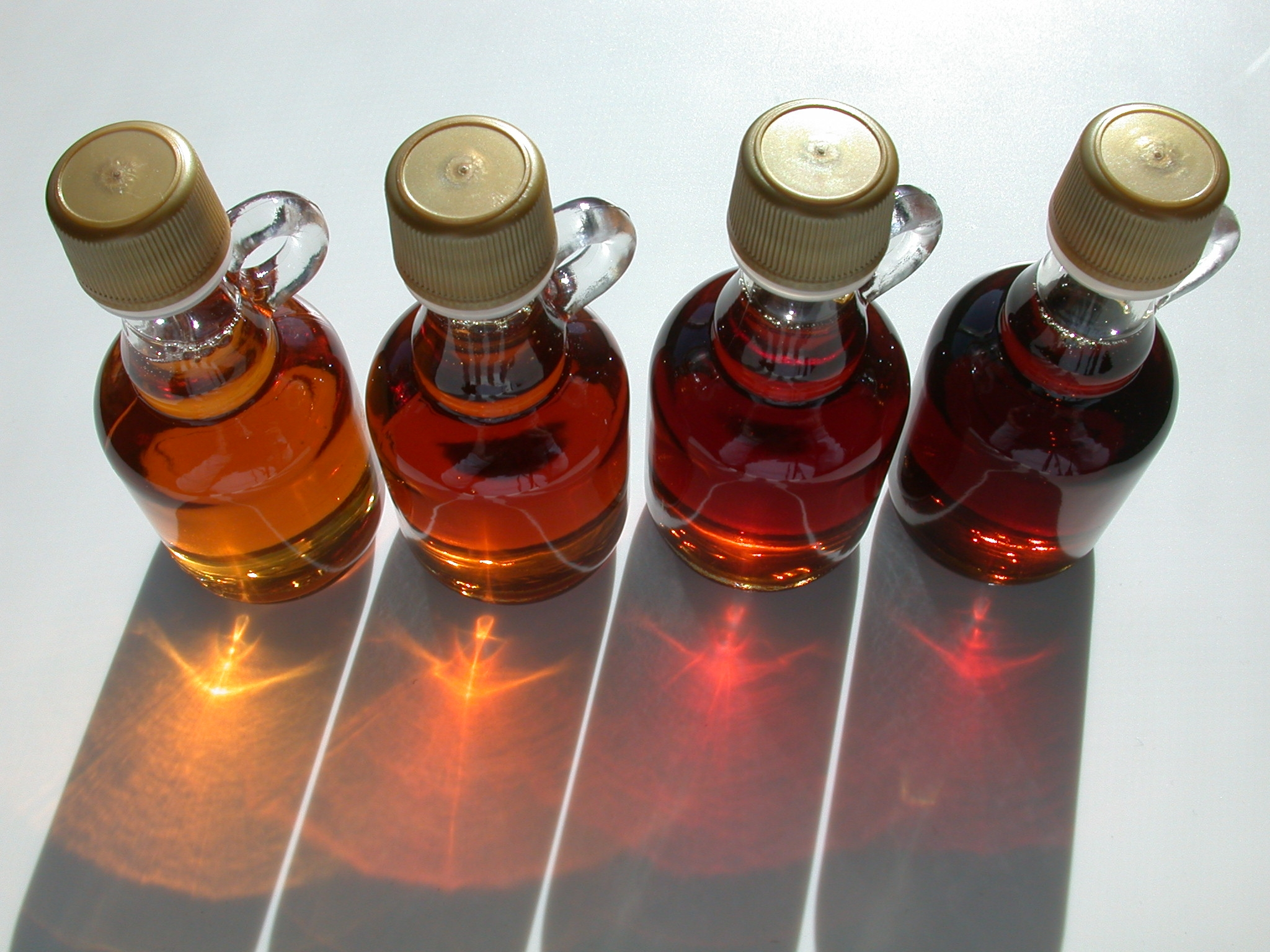

معامل الاندثار الجزيئي الغرامي أو الامتصاصية المولية (بالإنجليزية: molar extinction coefficient أو Molar absorptivity) هي قياس لشدة امتصاص الأنواع الكيميائية للضوء عند طول موجة معين. وهي خاصية محددة بالنوع الكيميائي، فالامتصاصية، A، لعينة ما تعتمد على الطريق المسلوك l وعلى التركيز c للنوع الكيميائي بحسب قانون بير لامبرت، {\displaystyle A=\epsilon cl}.
وحدات ε عادة تكون M−1cm−1 أو L mol−1cm−1. وبما أن 1 ليتر يساوي 1000 cm3، فقد تكون قيمة ε أكبر بـ 1000 مرة منها عندما تعطى بواحدة cm2 mol−1 ، وخصوصًا في المراجع القديمة.
يجب عدم الخلط بين مفهوم معامل الاندثار الجزيئي الغرامي وتعريف معامل الانطفاء (بالإنجليزية: extinction coefficient) المستخدم بكثرة في الفيزياء، وخصوصًا في الأجزاء التخيلية في قرينة الانكسار المعقدة والتي هي كمية لا بعدية. في الحقيقة، هما مترابطان بعلاقة مباشرة وغير بديهية (nontrivial).
في الكيمياء الحيوية، يعتمد معامل الانطفاء للبروتين عند 280 nm حصرًا على عدد الباقي العطري، وخصوصًا التربتوفان، ويمكن التنبؤ به من تتابع الحموض الأمينية.
فإذا عرف معامل الانطفاء، يمكن عندها استخدامه في تحديد تركيز البروتين في المحلول.
وعندما يتواجد عدة أنواع كيميائية في المحلول، يكون الامتصاص الكلي مجموع الامتصاصية لكل نوع (X, Y إلخ):
{\displaystyle A=(\varepsilon _{\mathrm {X} }c_{\mathrm {X} }+\varepsilon _{\mathrm {Y} }c_{\mathrm {Y} }+\cdots )l},
يمكن معرفة تركيب مزيج من N عنصر بقياس الامتصاصية عند N طول موجة (يجب أن تكون قيم ε لكل مركب معروفة عند أطوال موجات هذه). أطوال الموجات المختارة تكون عادة عند الامتصاصية الأعظمية لكل مركب على حدى. يجب ألا تكون منحنيات أطوال الموجة متقاطعة (isosbestic point) بالنسبة لزوج من الأنواع الكيميائية (يكون عندها التركيز متساويًا لكلا النوعين). من أجل N عنصر بتراكيز {\displaystyle c_{i}} و أطوال موجات {\displaystyle \lambda _{i}} ، وتكون عندها الامتصاصية {\displaystyle A(\lambda _{i})}:
{\displaystyle A(\lambda _{i})=l\sum _{j=1}^{N}\varepsilon _{j}(\lambda _{i})c_{j}}.
هذه المجموعة من المعادلات المترابطة يمكن أن تحل لإيجاد تراكيز كل الأنواع الكيميائية.
يتعلق معامل الاندثار الجزيئي الغرامي {\displaystyle \varepsilon } مباشرة مع المقطع العرضي للامتصاص {\displaystyle \sigma } ويكون:
{\displaystyle \sigma =2303{\frac {\varepsilon }{N}}=3.82\times 10^{-21}\varepsilon }.
بوحدة cm2 
تتعلق الامتصاصية المولية أيضًا بمعامل التوهين الكتلي (بالإنجليزية: Mass attenuation coefficient)، بالمعادلة:
(معامل التوهين الكمي)×(الكتلة المولية) = (الامتصاصية المولية).